# Karl-Heinz Rummenigge
Karl-Heinz "Kalle" Rummenigge (sinh 25 tháng 9 năm 1955) là cựu cầu thủ bóng đá người Đức và từng làm CEO của Bayern München. Ông đã từng hai lần giành Quả Bóng Vàng vào năm 1980 và 1981.
Ông giành được thành công nhất trong sự nghiệp với câu lạc bộ Bayern München, tại đó Rummenigge đã giành cúp liên lục địa, các chức vô địch châu Âu cũng như một số danh hiệu quốc gia khác.
Khi còn là một cầu thủ, Rummenigge đã có thành công lớn nhất trong sự nghiệp của mình với Bayern Munich, nơi ông đã giành được Cúp Liên lục địa , hai Cúp châu Âu , cũng như hai chức vô địch quốc gia và hai cúp quốc nội. Anh cũng hai lần được vinh danh là Cầu thủ xuất sắc nhất châu Âu .
Là thành viên của đội tuyển quốc gia Tây Đức , Rummenigge đã vô địch Giải vô địch châu Âu năm 1980 và là một phần của đội giành vị trí á quân tại Giải vô địch bóng đá thế giới 1982 và tại Giải vô địch bóng đá thế giới 1986.
Rummenigge là cựu chủ tịch của Hiệp hội Câu lạc bộ Châu Âu , phục vụ với tư cách đó từ năm 2008 đến năm 2017.

## Thống kê
| Thành tích cấp CLB  | Thành tích cấp CLB    | Thành tích cấp CLB  | Giải vô địch | Giải vô địch                            | Cúp quốc gia  | Cúp quốc gia  | Cúp liên đoàn      | Cúp liên đoàn      | Cúp châu lục | Cúp châu lục | Tổng cộng | Tổng cộng |
| Mùa giải            | CLB                   | Giải vô địch        | Trận         | Bàn                                     | Trận          | Bàn           | Trận               | Bàn                | Trận         | Bàn          | Trận      | Bàn       |
| Đức                 | Đức                   | Đức                 | Giải vô địch | Giải vô địch                            | DFB-Pokal     | DFB-Pokal     | Premiere Ligapokal | Premiere Ligapokal | Châu Âu      | Châu Âu      | Tổng cộng | Tổng cộng |
| ------------------- | --------------------- | ------------------- | ------------ | --------------------------------------- | ------------- | ------------- | ------------------ | ------------------ | ------------ | ------------ | --------- | --------- |
| 1974–75             | Bayern München        | Bundesliga          | 21           | 5                                       |               |               |                    |                    | 4            | 0            |           |           |
| 1975–76             | Bayern München        | Bundesliga          | 32           | 8                                       |               |               |                    |                    | 9            | 3            |           |           |
| 1976–77             | Bayern München        | Bundesliga          | 31           | 12                                      |               |               |                    |                    | 6            | 1            |           |           |
| 1977–78             | Bayern München        | Bundesliga          | 29           | 8                                       |               |               |                    |                    | 6            | 6            |           |           |
| 1978–79             | Bayern München        | Bundesliga          | 34           | 14                                      |               |               |                    |                    | -            | -            |           |           |
| 1979–80             | Bayern München        | Bundesliga          | 34           | 26                                      |               |               |                    |                    | 10           | 5            |           |           |
| 1980–81             | Bayern München        | Bundesliga          | 34           | 29                                      |               |               |                    |                    | 8            | 6            |           |           |
| 1981–82             | Bayern München        | Bundesliga          | 32           | 14                                      |               |               |                    |                    | 9            | 6            |           |           |
| 1982–83             | Bayern München        | Bundesliga          | 34           | 20                                      |               |               |                    |                    | 6            | 1            |           |           |
| 1983–84             | Bayern München        | Bundesliga          | 29           | 26                                      |               |               |                    |                    | 6            | 2            |           |           |
| Ý                   | Ý                     | Ý                   | Giải vô địch | Giải vô địch                            | Coppa Italia  | Coppa Italia  | League Cup         | League Cup         | Châu Âu      | Châu Âu      | Tổng cộng | Tổng cộng |
| 1984–85             | Internazionale Milano | Serie A             | 26           | 8                                       | 9             | 5             | -                  | -                  | 9            | 5            | 44        | 18        |
| 1985–86             | Internazionale Milano | Serie A             | 24           | 13                                      | 6             | 2             | -                  | -                  | 9            | 3            | 39        | 18        |
| 1986–87             | Internazionale Milano | Serie A             | 14           | 3                                       | 5             | 2             | -                  | -                  | 5            | 1            | 24        | 6         |
| Thụy Sĩ             | Thụy Sĩ               | Thụy Sĩ             | Giải vô địch | Giải vô địch                            | Schweizer Cup | Schweizer Cup | League Cup         | League Cup         | Châu Âu      | Châu Âu      | Tổng cộng | Tổng cộng |
| 1987–88             | Servette              | Super League        | 16           | 10                                      |               |               |                    |                    | 4            | -            |           |           |
| 1988–89             | Servette              | Super League        | 34           | 24                                      |               |               |                    |                    |              |              |           |           |
| Tổng cộng           | Đức                   | Đức                 | 310          | 162\|\|\|\|\|\|\|\|\|\|\|\|\|\|\|\|     |               |               |                    |                    |              |              |           |           |
| Tổng cộng           | Ý                     | Ý                   | 64           | 24                                      | 20            | 9             | -                  | -                  | 23           | 9            | 107       | 42        |
| Tổng cộng           | Thụy Sĩ               | Thụy Sĩ             | 50           | 34\|\|\|\|\|\|\|\|\|\|\|\|\|\|\|\|      |               |               |                    |                    |              |              |           |           |
| Tổng cộng sự nghiệp | Tổng cộng sự nghiệp   | Tổng cộng sự nghiệp | 424          | 210\|\|\|\|\|\|\|\|\|\|95\|\|39\|\|\|\| |               |               |                    |                    |              |              |           |           |

| Đội tuyển bóng đá Đức | Đội tuyển bóng đá Đức | Đội tuyển bóng đá Đức |
| Năm                   | Trận                  | Bàn                   |
| --------------------- | --------------------- | --------------------- |
| 1976                  | 2                     | 0                     |
| 1977                  | 6                     | 1                     |
| 1978                  | 12                    | 4                     |
| 1979                  | 8                     | 5                     |
| 1980                  | 10                    | 4                     |
| 1981                  | 11                    | 9                     |
| 1982                  | 13                    | 9                     |
| 1983                  | 10                    | 8                     |
| 1984                  | 8                     | 1                     |
| 1985                  | 6                     | 3                     |
| 1986                  | 9                     | 1                     |
| Total                 | 95                    | 45                    |

## Danh hiệu

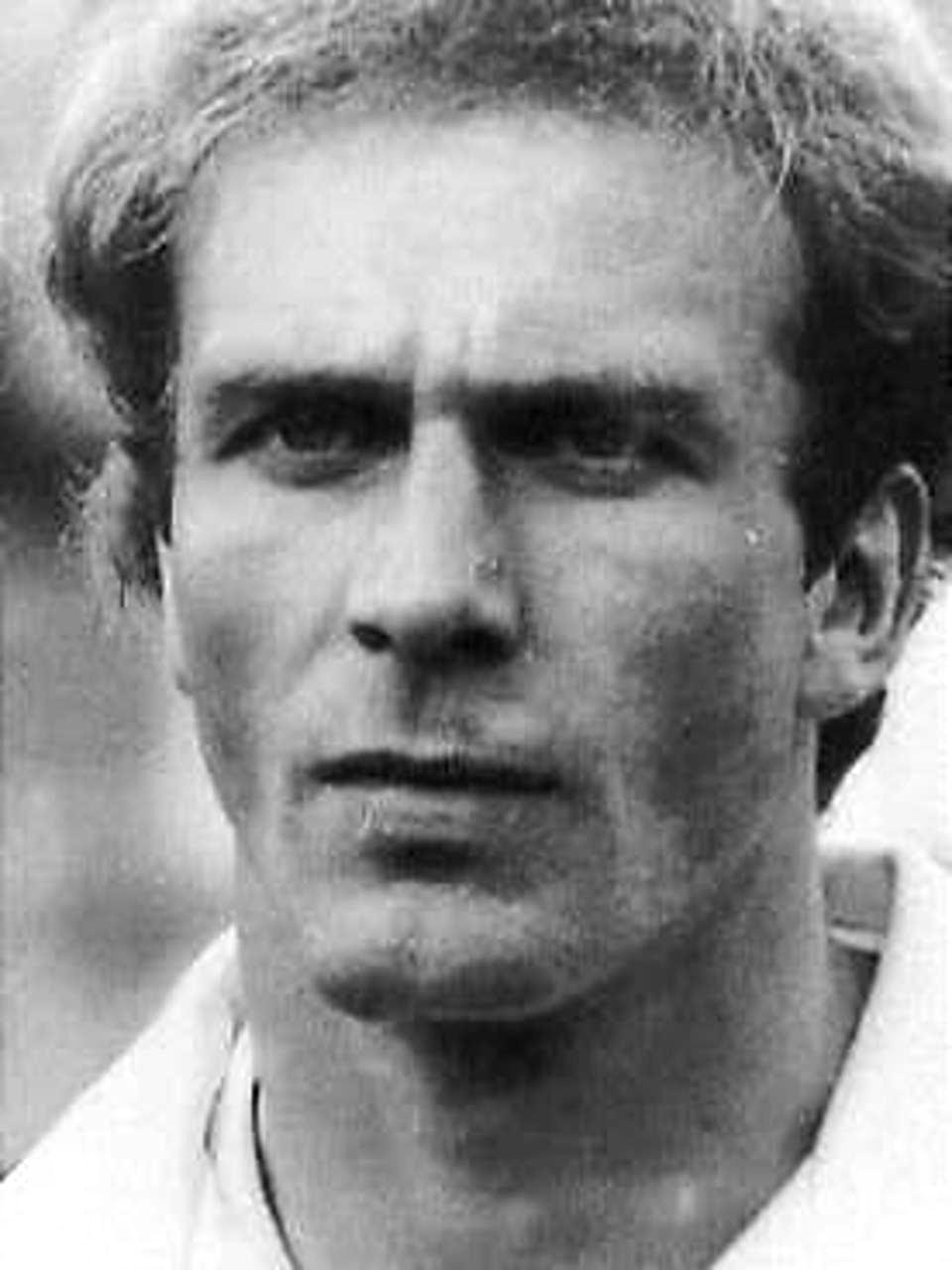
Rummenigge năm 1982

Bayern Munich
- Bundesliga: 1979–80, 1980–81
- DFB-Pokal: 1981–82, 1983–84
- European Cup: 1974–75, 1975–76
- Intercontinental Cup: 1976

Tây Đức
- UEFA European Championship: 1980
- FIFA World Cup á quân: 1982, 1986